# Боровець (Пйотрковський повіт)
Боровець (пол. Borowiec) — село в Польщі, у гміні Александрув Пйотрковського повіту Лодзинського воєводства.
Населення — 124 особи (2011).
У 1975-1998 роках село належало до Пйотрковського воєводства.

## Демографія
Демографічна структура станом на 31 березня 2011 року:
|          | Загалом | Допрацездатний вік | Працездатний вік | Постпрацездатний вік |
| -------- | ------- | ------------------ | ---------------- | -------------------- |
| Чоловіки | 68      | 13                 | 43               | 12                   |
| Жінки    | 56      | 9                  | 31               | 16                   |
| Разом    | 124     | 22                 | 74               | 28                   |